# Аскаридія голубина
Аскаридія голубина (Ascaridia columbae) — вид гельмінтів типу нематод, які паразитують у кишці голубів і фазанів, у рідкісних випадках — у стравоході, сумці, залозистому шлунку, шлунку та черевній порожнині.

## Морфологія
Тіло жовтувато-біле, напівпрозоре і циліндричної форми, звужується до кінців. Довжина тіла 21–31 мм, 20–35 мм, іноді 50–70 мм, діаметр близько 1 мм. Яйця овальні, мають товсту оболонку, з великою віссю 70–90 мкм і малою віссю 35–50 мкм.

## Симптоми при паразитуванні
Якщо в кишці є велика кількість гельмінтів, це спричиняє втрату апетиту та слизову діарею та втрату ваги. Можуть виникнути прояви, схожі на параліч.

## Лікування та гігієна
Препарат на основі піперазину (для дегельмінтизації) дають перорально, щоб паралізувати тіло гельмінта та спричинити її виведення. Для домашніх голубів необхідно також очистити й продезінфікувати голубник.